# 가미미야즈촌
가미미야즈촌(일본어: 上宮津村)은 일본 교토부 요사군에 설치되었던 촌이다. 현재의 미야즈시에 해당한다.